# Роделинда (супруга Аудоина)
Роделинда (лат. Rodelinda; VI век) — королева лангобардов (с 546 года) по браку с королём Аудоином из династии Гаузы.

## Биография
Роделинда известна из нескольких раннесредневековых исторических источников, в том числе, из трактата «Historia langobardorum Codicis Gothani» и «Истории лангобардов» Павла Диакона. В этих источниках она упоминается как супруга правившего в 546—566 годах лангобардами короля Аудоина и мать Альбоина, возглавившего завоевание итальянских владений Византии.
О происхождении Роделинды достоверных сведений не сохранилось. Также неизвестна и дата заключения брака между ней и Аудоином. В «Prosopography of the Later Roman Empire» бракосочетание датируется 530-ми годами. Эти данные основаны на свидетельствах о том, что в первой половине 550-х годов Альбоин, хотя и был ещё очень молод, но уже участвовал в битве на поле Асфельд и даже убил в поединке Торисмода.
Однако существует также мнение, отождествляющее Роделинду с неназванной по имени женой Аудоина, о которой упоминается в «Войне с готами» Прокопия Кесарийского. Этот византийский историк сообщал, что супруга короля лангобардов была сестрой Амалафрида и, соответственно, дочерью последнего короля тюрингов Герменефреда и Амалаберги и племянницей по матери короля остготов Теодориха Великого. После уничтожения в 534 году Тюрингского королевства франками Роделинда вместе с другими членами своей семьи бежала в королевство остготов, найдя приют при дворе короля Теодахада. Когда в декабре 536 года остготская столица Равенна была взята византийской армией, Роделинда была перевезена в Константинополь, и позднее с согласия византийского императора Юстиниана I выдана замуж за короля лангобардов Аудоина. По словам историка Хервига Вольфрама: «Так через тюрингов „блеск амальской крови“ достиг и возвысил ещё и лангобардов». Предполагается, что заключая брак с женщиной, связанной родством с правителями остготов и тюрингов, Аудоин намеревался не только укрепить свой авторитет среди лангобардов, но и стать возможным претендентом на троны Остготского и Тюрингского королевств. Вероятно также, что заключённым при посредничестве Юстиниана I браком Аудоин планировал укрепить связи Лангобардского королевства с Византией.
Однако, согласно Прокопию Кесарийскому, брак между Аудоином и дочерью Герменефреда был заключён в период между 540 до 555 годами, а это противоречит известным из других источников свидетельствам о Альбоине. По мнению же историка Иштвана Бона, Роделинда была баваркой, а тюрингкой и племянницей короля Теодориха Великого была вторая жена Аудоина. В пользу баварского происхождения Роделинды высказываются и другие медиевисты.
Достоверных сведений о судьбе Роделинды после рождения Альбоина в источниках не сохранилось.